# Chlodwigplatz (Düren)

Der Chlodwigplatz in Düren

Der Chlodwigplatz in der Kreisstadt Düren (Nordrhein-Westfalen) ist eine Innerortsstraße.
Der Platz hat im Innenraum eine mit großen Bäumen bestandene Rasenfläche. Am Chlodwigplatz treffen sich die Südstraße, die Sachsenstraße, die Frankenstraße und die Eschstraße.

## Geschichte
Der Platz ist benannt nach Chlodwig I., einem fränkischen König aus der Dynastie der Merowinger. Am 10. Juni 1902 beschloss der Stadtrat die Umbenennung des Oberen Bonner Platzes in Chlodwigplatz.